# Calligoneae
Calligoneae je maleni tribus iz porodice dvornikovki (Polygonaceae). Sastoji se od dva roda sa 45 vrsta, poglavito grmova iz Afrike i Azije.

## Rodovi
1. Pteropyrum Jaub. & Spach (7 spp.)
2. Calligonum L. (38 spp.)